# Wir möchten Ihnen mitteilen, daß wir morgen mit unseren Familien umgebracht werden
Wir möchten Ihnen mitteilen, daß wir morgen mit unseren Familien umgebracht werden. Berichte aus Ruanda ist ein Buch des Schriftstellers Philip Gourevitch über den Genozid in Ruanda, bei dem 1994 zirka 800.000 Tutsi sowie Hutu getötet wurden. Das Buch wurde 1998 unter dem englischen Titel We Wish to Inform You That Tomorrow We Will Be Killed with Our Families: Stories from Rwanda veröffentlicht. Ein Jahr darauf erschien die deutsche Übersetzung.
Gourevitch reiste nach dem Konflikt durch Ruanda, um Informationen zu sammeln und Überlebende zu interviewen. Das Buch gibt Geschichten von Überlebenden wieder und reflektiert die Bedeutung des Völkermords.
Der Titel entstammt einem Brief vom 15. April 1994, den mehrere adventistische Geistliche, die mit anderen Tutsi in einem adventistischen Krankenhaus in Mugonero in der Kibuye-Präfektur Zuflucht gesucht hatten, an Pastor Elizaphan Ntakirutimana, den Präsidenten der Kirche der Siebenten-Tags-Adventisten in West-Ruanda, geschrieben hatten. Gourevitch beschuldigt Ntakirutimana, die Tötungen unterstützt zu haben, die am nächsten Tag in dem Komplex stattfanden. Ntakirutimana wurde nach der Buchveröffentlichung vom International Criminal Tribunal for Rwanda verurteilt.
Das Buch gewann eine Zahl von Preisen, darunter 1998 den National Book Critics Circle Award, den Los Angeles Times Buch-Preis, den Guardian First Book Award und den George K. Polk Award für Auslandsreportagen.

## Ausgaben
- We Wish to Inform You That Tomorrow We Will Be Killed with Our Families. Stories from Rwanda. Farrar, Straus, and Giroux, New York NY 1998, ISBN 0-374-28697-3.
- Wir möchten Ihnen mitteilen, daß wir morgen mit unseren Familien umgebracht werden. Berichte aus Ruanda. Aus dem Amerikanischen von Meinhard Büning. Berlin-Verlag, Berlin 1999, ISBN 3-8270-0351-2.